# Ferroelektryk
Ferroelektryk – dielektryk wykazujący histerezę w zewnętrznym polu elektrycznym. Z powodu występowania spontanicznie spolaryzowanych obszarów (domen) cechuje się bardzo dużą przenikalnością elektryczną.
Ferroelektryki stanowią podgrupę piroelektryków, wszystkie są też piezoelektrykami. Są dielektrykami nieliniowymi, co oznacza, że polaryzacja dielektryczna zależy od zewnętrznego pola elektrycznego w sposób nieliniowy. Charakterystyczna dla wszystkich ferroelektryków jest pętla histerezy dielektrycznej.

## Historia
Pierwszym odkrytym ferroelektrykiem była sól Seignette'a, stąd też dawna nazwa ferroelektryków: segnetoelektryki. Odkrycia tego dokonał w 1920 roku Joseph Valasek. W tym czasie były już znane ferromagnetyki, dlatego użyto przedrostka ferro (oznaczającego żelazo), mimo że ferroelektryki zawierające żelazo są bardzo nieliczne.

## Budowa i właściwości

Charakterystyczna dla ferroelektryka zależność wartości wektora polaryzacji dielektrycznej P od natężenia zewnętrznego pola elektrycznego E, wykazująca histerezę

Właściwości dielektryczne ferroelektryków szczególnie silnie zależą od temperatury. Poniżej temperatury krytycznej zwanej temperaturą Curie substancje te wykazują bardzo dużą przenikalność elektryczną, nieliniowość i histerezę. Przy zbliżaniu się do temperatury Curie przenikalność rośnie, często do bardzo dużej wielkości. Powyżej tej temperatury zanika polaryzacja spontaniczna, a przenikalność zaczyna stopniowo spadać zgodnie z prawem Curie-Weissa.

## Zastosowanie ferroelektryków

Kondensator z dielektrykiem ceramicznym (5) umieszczonym między okładkami (4).

Ze względu na bardzo dużą przenikalność dielektryczną ferroelektryki znajdują zastosowanie w kondensatorach o dużej pojemności. Często wykorzystywane są w tym celu ceramiki oparte na tytanianie baru, zwykle zawierające również inne związki ferroelektryczne o podobnej strukturze. Ponadto są one używane w miernikach natężenia pola elektrycznego oraz układach techniki impulsowej.
Ferroelektryki używane są również do produkcji nieulotnej ferroelektrycznej pamięci RAM, w skrócie FRAM  lub FeRAM.
Istnieją również ferroelektryki ciekłokrystaliczne. Zostały one odkryte w roku 1979. W ostatnich latach intensywnie poszukiwane i badane są nowe ferroelektryki ciekłokrystaliczne ze względu na ich dynamicznie rosnące zastosowanie w wyświetlaczach ciekłokrystalicznych (np. monitorach LCD).
Ważnym obszarem zastosowań ferroelektryków są urządzenia mikrofalowe. Zmiana stałej dielektrycznej pod wpływem przyłożonego napięcia umożliwia budowę elektronicznie przestrajanych anten i filtrów.